# Zoon
Zoon - jedyny album brytyjskiej grupy muzycznej The Nefilim. Wydawnictwo ukazało się 5 listopada 1996 roku nakładem wytwórni muzycznej Beggars Banquet Records. W ramach promocji do utworu "Penetration" został zrealizowany teledysk.

## Lista utworów
Opracowano na podstawie materiału źródłowego.
1. "Still Life" (sł. Carl McCoy, muz. Carl McCoy, Paul Miles) – 3:38
2. "Xodus" (sł. Carl McCoy, muz. Carl McCoy, Paul Miles) – 3:47
3. "Shine" (sł. Carl McCoy, muz. Carl McCoy, Paul Miles) – 6:48
4. "Penetration" (sł. Carl McCoy, muz. Carl McCoy, Paul Miles, Cian Houchin, Simon Rippin) – 3:31
5. "Melt (The Catching Of The Butterfly)" (sł. Carl McCoy, muz. Carl McCoy, Paul Miles, Cian Houchin, Simon Rippin) – 5:02
6. "Venus Decomposing" (sł. Carl McCoy, muz. Carl McCoy, Paul Miles, Cian Houchin, Simon Rippin) – 6:06
7. "Pazuzu (Black Rain)" (sł. Carl McCoy, muz. Carl McCoy, Paul Miles) – 6:38
8. "Zoon (Parts 1 & 2) (Saturation)" (sł. Carl McCoy, muz. Carl McCoy) – 9:41
9. "Zoon (Part 3) (Wake World)" (sł. Carl McCoy, muz. Carl McCoy) – 5:28
10. "Coma" (sł. Carl McCoy, muz. Carl McCoy) - 2:38

## Twórcy
Opracowano na podstawie materiału źródłowego.
- Carl McCoy – śpiew, dodatkowe instrumenty, produkcja, miksowanie
- Paul Miles – gitara
- Cian Houchin – gitara basowa, programowanie
- Simon Rippin – perkusja
- John Dent – mastering